# Vatroslav Mimica
Vatroslav Mimica est un réalisateur yougoslave d'origine croate, né le 25 juin 1923 à Omiš (royaume des Serbes, Croates et Slovènes) et mort le 15 février 2020 à Zagreb (Croatie)[réf. nécessaire]. 
Il est un des piliers de l'école d'animation de Zagreb. 

## Biographie
Vatroslav Mimica (ou Vatroçlav Mimica) est né dans la Yougoslavie de l'entre-deux-guerres.

## Filmographie
- 1952 : U oluji (Dans la tempête)
- 1955 : Le Jubilée de M. Ikel (hr) (Jubilej gospodina Ikla)
- 1957 : Strasilo (court métrage)
- 1958 : Samac (court métrage)
- 1959 : L'inspecteur rentre chez lui (Inspektor se vraka kuci) (court métrage)
- 1959 : Jaje (court métrage)
- 1959 : Kod fotografa (court métrage)
- 1961 : Soliman le Magnifique (Solimano il conquistatore)
- 1962 : Mala hronika (court métrage)
- 1962 : Perpetuum mobile (court métrage)
- 1963 : Les Typhiques (Tifusari) (court métrage)
- 1964 : Prométhée de l'île (Prometej s otoka Viševice)
- 1966 : Lundi ou mardi (sh) (Ponedjeljak ili utorak)
- 1967 : Kaja, ubit ću te! (sh)
- 1969 : L'Événement (sh) (Događaj)
- 1970 : Vatrogasci (court métrage)
- 1970 : Hranjenik (sh)
- 1971 : Cvor (court métrage)
- 1976 : Seljačka buna 1573
- 1978 : Posljednji podvig diverzanta Oblaka (sh)
- 1982 : La Vengeance du faucon (Banović Strahinja)